# Sićevo (Niška Banja)
Pour les articles homonymes, voir Sićevo.
Sićevo (en serbe cyrillique : Сићево) est un village de Serbie situé dans la municipalité de Niška Banja et sur le territoire de la ville de Niš, district de Nišava. Au recensement de 2011, il comptait 737 habitants.
Sićevo a donné son nom à la gorge de Sićevo (Sićevačka klisura), creusée par la rivière Nišava. La région est riche en vignobles.

## Démographie

### Évolution historique de la population
| 1948  | 1953  | 1961  | 1971  | 1981  | 1991  | 2002  | 2011 |
| ----- | ----- | ----- | ----- | ----- | ----- | ----- | ---- |
| 1 361 | 1 368 | 1 389 | 1 268 | 1 093 | 1 012 | 1 007 | 737  |

|  |